# Isaac Twum
Isaac Twum (Koforidua, 14 febbraio 1998) è un calciatore ghanese, centrocampista del Sogndal.

## Carriera

### Club
Ha cominciato la carriera con la maglia dell'Heart of Lions. Il 18 novembre 2015, l'Inter Allies ha reso noto l'ingaggio di Twum, in vista della stagione seguente. Ha esordito in squadra in data 21 febbraio 2016, trovando anche una rete nella vittoria per 2-0 sull'Aduana Stars. Ha totalizzato 42 presenze e 4 reti nel suo biennio in squadra, di cui è stato anche capitano.
Il 1º dicembre 2017, i norvegesi dello Start hanno reso noto l'ingaggio di Twum, che si sarebbe unito al nuovo club dal 1º gennaio 2018, alla riapertura del calciomercato locale. Ha scelto di vestire la maglia numero 18.
Il 24 settembre 2020 è passato al Mjøndalen a titolo definitivo, firmando un contratto valido fino al 31 dicembre 2022.
Il 1º agosto 2022, Twum si è trasferito al Sogndal: ha firmato un contratto valido fino al 1º agosto 2025.

### Nazionale
Twum ha giocato per il Ghana under 20 e per il Ghana B, oltre che per la Nazionale maggiore. Con il Ghana B ha partecipato alla WAFU Nations Cup 2017, vinta dalle Black Stars ed in cui Twum è stato premiato come miglior calciatore del torneo.
Ha esordito in Nazionale maggiore in data 25 maggio 2015, subentrando a Malik Akowuah nella sconfitta per 1-2 subita contro il Madagascar.

## Statistiche

### Presenze e reti nei club
Statistiche aggiornate all'11 novembre 2022.
| Stagione              | Club                  | Campionato            | Campionato | Campionato | Coppe nazionali | Coppe nazionali | Coppe nazionali | Coppe continentali | Coppe continentali | Coppe continentali | Supercoppe | Supercoppe | Supercoppe | Totale | Totale |
| Stagione              | Club                  | Comp                  | Pres       | Reti       | Comp            | Pres            | Reti            | Comp               | Pres               | Reti               | Comp       | Pres       | Reti       | Pres   | Reti   |
| --------------------- | --------------------- | --------------------- | ---------- | ---------- | --------------- | --------------- | --------------- | ------------------ | ------------------ | ------------------ | ---------- | ---------- | ---------- | ------ | ------ |
| 2013-2014             | Heart of Lions        | PL                    | ?          | ?          | FACup           | ?               | ?               | -                  | -                  | -                  | -          | -          | -          | ?      | ?      |
| 2015                  | Heart of Lions        | PL                    | ?          | ?          | FACup           | ?               | ?               | -                  | -                  | -                  | -          | -          | -          | ?      | ?      |
| Totale Heart of Lions | Totale Heart of Lions | Totale Heart of Lions | ?          | ?          |                 | ?               | ?               |                    | -                  | -                  |            | -          | -          | ?      | ?      |
| 2016                  | Inter Allies          | PL                    | 18         | 2          | FACup           | ?               | ?               | -                  | -                  | -                  | -          | -          | -          | ?      | ?      |
| 2017                  | Inter Allies          | PL                    | ?          | ?          | FACup           | ?               | ?               | -                  | -                  | -                  | -          | -          | -          | ?      | ?      |
| Totale Inter Allies   | Totale Inter Allies   | Totale Inter Allies   | ?          | ?          |                 | ?               | ?               |                    | -                  | -                  |            | -          | -          | 42     | 4      |
| 2018                  | Start                 | ES                    | 13         | 0          | CN              | 2               | 0               | -                  | -                  | -                  | -          | -          | -          | 15     | 0      |
| 2019                  | Start                 | 1D                    | 26+3       | 0          | CN              | 1               | 0               | -                  | -                  | -                  | -          | -          | -          | 30     | 0      |
| gen.-set. 2020        | Start                 | ES                    | 10         | 1          | -               | -               | -               | -                  | -                  | -                  | -          | -          | -          | 10     | 1      |
| Totale Start          | Totale Start          | Totale Start          | 49+3       | 1+0        |                 | 3               | 0               |                    | -                  | -                  |            | -          | -          | 55     | 1      |
| set.-dic. 2020        | Mjøndalen             | ES                    | 11         | 1          | -               | -               | -               | -                  | -                  | -                  | -          | -          | -          | 11     | 1      |
| 2021                  | Mjøndalen             | ES                    | 24         | 1          | CN              | 3               | 1               | -                  | -                  | -                  | -          | -          | -          | 27     | 2      |
| gen.-lug. 2022        | Mjøndalen             | 1D                    | 15         | 0          | CN              | 2               | 0               | -                  | -                  | -                  | -          | -          | -          | 17     | 0      |
| Totale Mjøndalen      | Totale Mjøndalen      | Totale Mjøndalen      | 50         | 2          |                 | 5               | 1               |                    | -                  | -                  |            | -          | -          | 55     | 3      |
| ago.-dic. 2022        | Sogndal               | 1D                    | 12         | 2          | CN              | 0               | 0               | -                  | -                  | -                  | -          | -          | -          | 12     | 2      |
| Totale                | Totale                | Totale                | 129+3+     | 7+0+       |                 | 8+              | 1+              |                    | -                  | -                  |            | -          | -          | 140+   | 8+     |

## Palmarès

### Nazionale
- WAFU Nations Cup: 1

2017